# Shiver (Coldplay)
Shiver è un singolo del gruppo musicale britannico Coldplay, il primo estratto dal primo album in studio Parachutes e pubblicato il 6 marzo 2000.

## Descrizione
Si tratta di uno dei primi brani composti dai Coldplay e rientra nella scaletta dei concerti già dal 1999. Arrangiata la base in Galles, il brano fu poi completato in un secondo momento a Liverpool ed immediatamente inviato alla Parlophone, con la speranza di pubblicarla come singolo il prima possibile. Molto energica e potente, Shiver, canzone profondamente intimistica, narra di un amore non ricambiato tra due persone e delle conseguenze che questo causa. Un brivido, una sensazione di spaesamento, apparentemente senza uscita.

## Video musicale
Il videoclip, diretto e girato da Grant Gee (già autore di numerosi video dei Radiohead), mostra i Coldplay eseguire il brano all'interno di una sala. Nel video è possibile notare il mappamondo presente sulla copertina dell'album Parachutes in cui è contenuta la canzone.

## Tracce
Testi e musiche di Guy Berryman, Jonny Buckland, Will Champion e Chris Martin.
CD promozionale (Regno Unito, Stati Uniti)
1. Shiver – 5:02

CD singolo (Australia, Regno Unito) 7" (Regno Unito), download digitale
1. Shiver – 5:02
2. For You – 5:43
3. Careful Where You Stand – 4:45

## Formazione
- Chris Martin – voce, chitarra acustica
- Jonny Buckland – chitarra elettrica
- Guy Berryman – basso
- Will Champion – batteria

## Classifiche
| Classifica (2000) | Posizione massima |
| ----------------- | ----------------- |
| Regno Unito       | 35                |
| Classifica (2001) | Posizione massima |
| Paesi Bassi       | 100               |